# Kroningscantate (Halvorsen)
De Kroningscantate is een compositie van Johan Halvorsen. Hij schreef deze cantate ter gelegenheid van de kroning van Koning Haakon VII van Noorwegen en indirect koningin Maud van Wales. 

## De kroning
Volgens artikel 12 van de wet van 17 mei 1814 moest Haakon VII van Noorwegen gekroond worden in de Nidaros-domkerk te Trondheim. Echter in 1906, toen Noorwegen net haar onafhankelijkheid had teruggekregen, was dat onderhevig aan discussie. Er was onenigheid over het aanstaande koningschap, men vond het ouderwets. Om niet al te veel mensen tegen het hoofd te stoten werd er een “sobere” kroning gehouden. Er was geen grootste intocht, de reis tussen de haven en de dom werd per koets afgelegd. Haakon kwam nog wel in uniform, maar prinses Maud droeg een jurk zonder symbolen die naar Noorwegen wezen. Ze brak met de traditie van haar voorlopers. De festiviteiten rond de kroning werden aangegrepen om het Noorse volk, net verlost van de Zweden, kennis te laten maken met Haakon VII, die immers van Deense komaf was. De reis door Noorwegen werd door middel van allerlei voertuigen ondernomen. Het paar zat in auto’s, koetsen, voer op schepen en bereed af en toe ook paarden om de Noorse bevolking te bereiken. De dag van de kroning zelf zat een 2300-tal mensen opeengepakt in de domkerk, die eigenlijk net gerenoveerd werd. De plaatselijke bisschop Vilheml Andres Wexelsen leidde de dienst. Het paar mocht gaan zitten op de zetels die al uit 1818 dateerden. Het eerste deel van de Kroningscantate was te horen. Tijdens de uitvoering daarvan vond de kroning plaats. Koningin Maud werd tijdens het derde deel gekroond.

## Muziek
De avond van 22 juni 1906 zongen Anna Kribel-Vanzo, Thorvald Lammers, speelde Christian Lindeman orgel en gaf Halvorsen leiding aan zijn theaterorkest. Het werk is geschreven voor sopraan, bariton, gemengd koor, orgel harp en orkest. De tekst werd geleverd door Sigvald Skavlan. Het heeft als een van de weinige composities van Halvorsen een opus, maar het maakte het werk er niet populairder op. Er zijn geen officiële opnamen voorhanden. Daarna verdween het in de la. Het werd later op 1 april 2005 wel gespeeld tijdens het honderdjarig bestaan van het Stavanger Symfonieorkester.